# Pek van Andel
Pour les articles homonymes, voir van Andel.
Menko Victor (Pek) van Andel, né le 11 septembre 1944 à Badhoevedorp en Hollande-Septentrionale, est un ophtalmologiste néerlandais. Il est connu comme  « sérendipitiologue » c'est-à-dire spécialiste de la sérendipité.

## Biographie
Né dans la petite ville de Badhoevedorp, il est titulaire d'un diplôme universitaire en recherche médicale de l'université de Groningue. Il met au point, avec son collègue Jan Worst, entre autres inventions, une cornée artificielle comme traitement de certaines formes de cécité.
En 2000, Van Andel remporte le prix satirique Ig-Nobel de médecine (pour une recherche improbable qui fait d’abord rire puis réfléchir) pour ses IRM iconoclastes devenues classiques des rapports sexuels humains, publiés dans le British Medical Journal  et inspirés par des scans IRMf du larynx de quelqu'un qui chante.
Van Andel a été l'un des premiers chercheurs à étudier et à extraire des modèles de sérendipité pour l'acquisition accidentelle de nouvelles connaissances non recherchées. Il est l'auteur d'un article influent intitulé Anatomie de la découverte non recherchée (Anatomy of the Unsought Finding) dans le British Journal for the Philosophy of Science . En 2015, Van Andel donne une conférence TEDx sur ce sujet.